# Fosso Landgraben
Il fosso o la fossa Landgraben, più raramente indicato come Fosso di Campo e Fosso di Pietra (in tedesco: Landgraben) è un corso d'acqua artificiale che scorre in provincia di Bolzano, quasi interamente all'interno del comune di Laives. È una fossa di drenaggio realizzata per bonificare la Bassa Atesina.

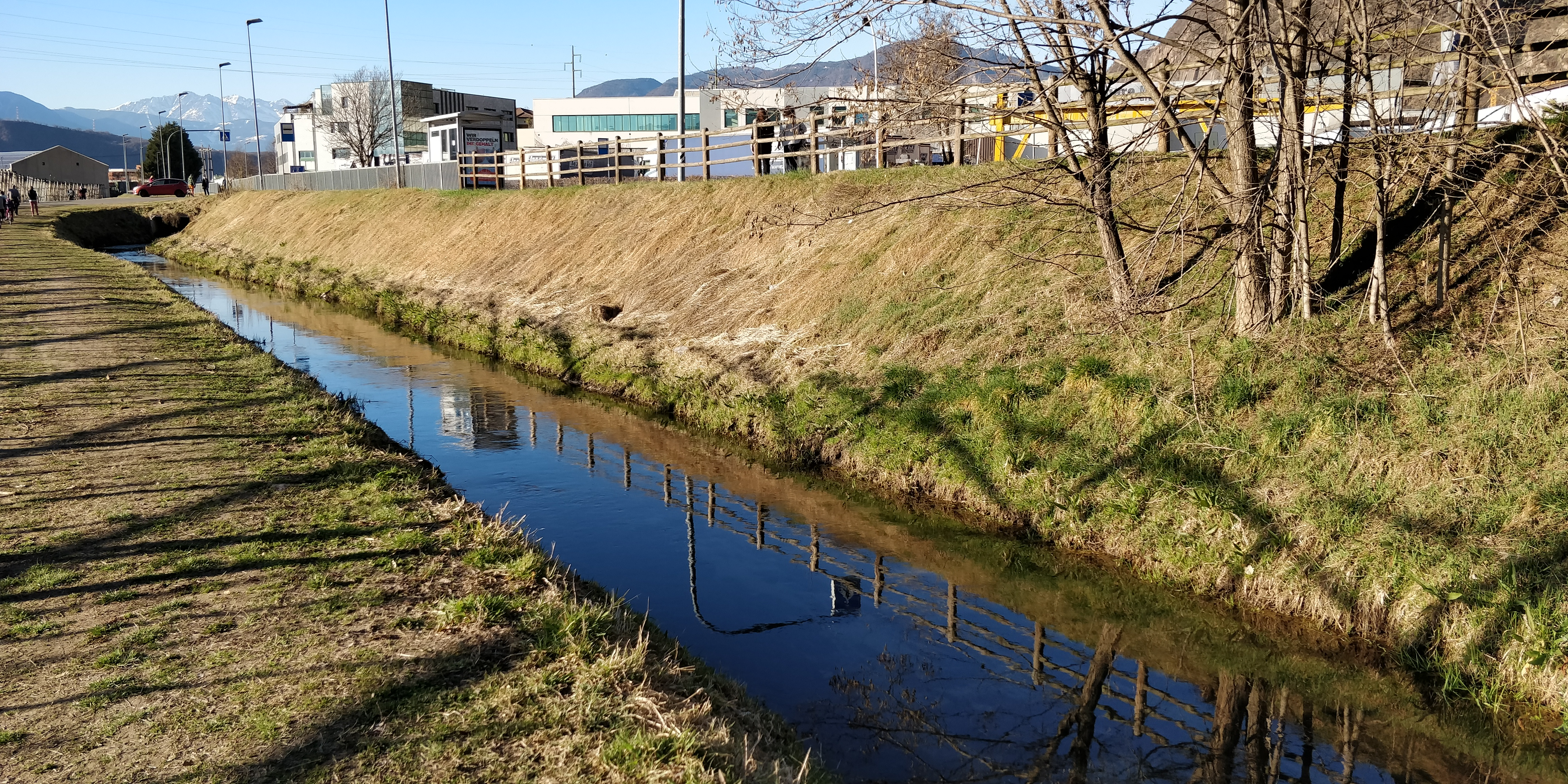
Il fosso Landgraben nel tratto tra la zona Vurza e Pineta

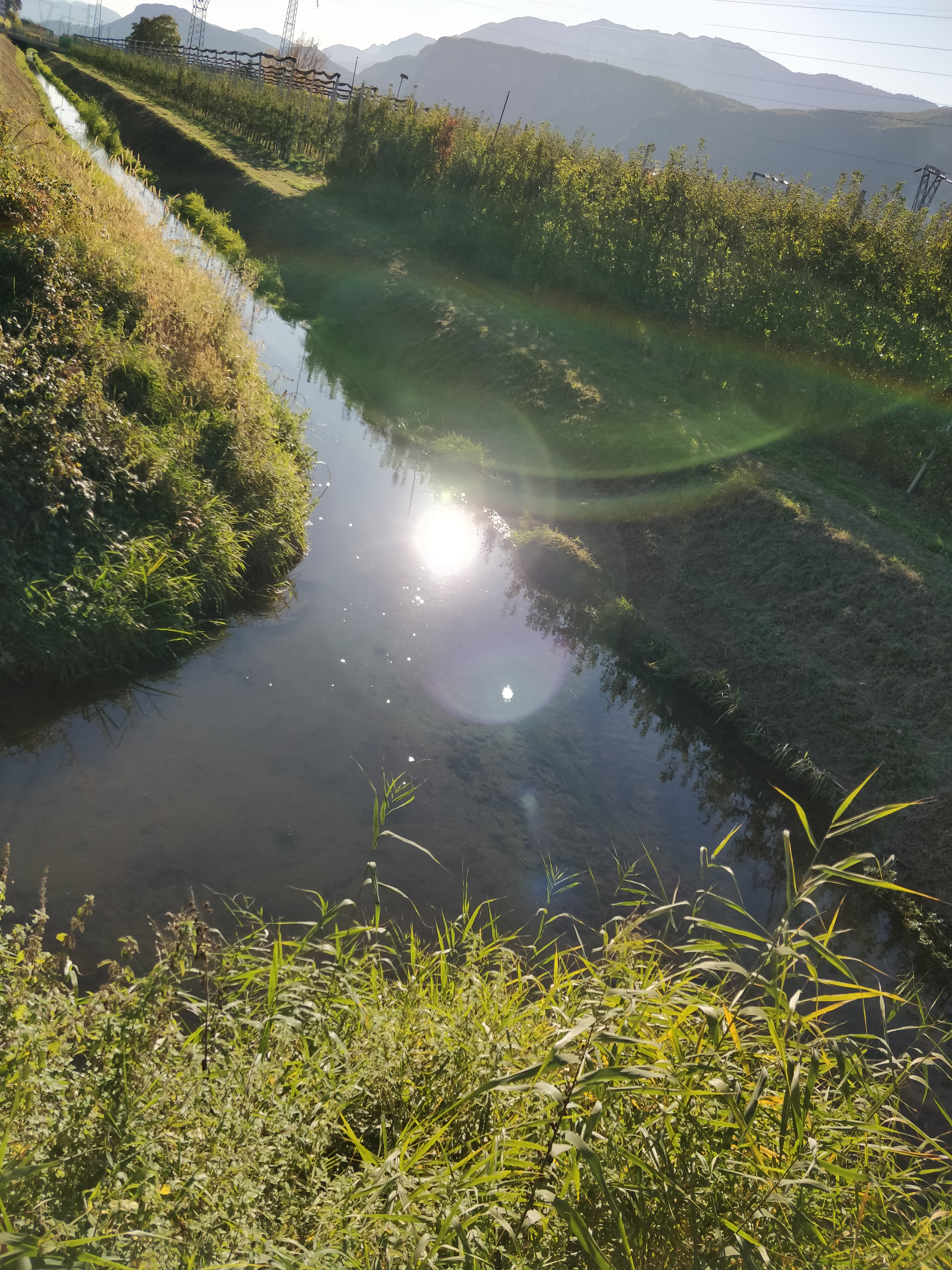
La confluenza tra il Rio Lusina ed il Fosso Landgraben a ovest di Laives

Nasce a nord dell'abitato di Pineta, scorre per un primo tratto verso ovest, ricevendo le acque del Rio Costa. Svolta poi verso sud attraversando la località Vurza, e poi a sud-sud-ovest, lambendo l'abitato di Pineta (all'altezza del quale riceve le acque del Rio Dolce). Poco prima di arrivare a Laives riceve anche le acque del Rio Lusina; nel capoluogo comunale una passeggiata corre lungo il fosso.
All'altezza della zona industriale entra nel territorio del comune di Bronzolo per un brevissimo tratto, prima di gettarsi nel Rio Vallarsa, poche decine di metri prima che questi sfoci nella Fossa di Bronzolo.